# Crambella teretifolia
Crambella teretifolia är en korsblommig växtart som först beskrevs av Jules Aimé Battandier och Louis Charles Trabut, och fick sitt nu gällande namn av René Charles Maire. Crambella teretifolia ingår i släktet Crambella, och familjen korsblommiga växter. Inga underarter finns listade i Catalogue of Life.